# Кротошин
Кротошин (пол. Krotoszyn, нем. Krotoschin) — город в Польше, входит в Великопольское воеводство, Кротошинский повят. Имеет статус городско-сельской гмины. Занимает площадь 22,55 км². Население 29 379 человек (на 2004 год).

## Известные жители и уроженцы
- Михаил Козаль (1893—1943) — католический блаженный.
- Катажина Грохоля (пол. Katarzyna Grochola, род. в 1957 г.) — польская писательница.
- Теодор Куллак (Kullak) — (нем. Theodor Kullak); 12 сентября 1818, Кротошин близ Познани — 1 марта 1882, Берлин) — германский пианист, композитор, музыкальный педагог и издатель.

## Инфраструктура
В городе находится один из пяти (на 2022 год) распределительных центров польской сети продуктовых и промышленных магазинов Dino Polska SA.